# Kajakarstwo na Letnich Igrzyskach Olimpijskich 2020 – K-1 200 m mężczyzn
K-1 200 metrów mężczyzn to jedna z konkurencji w kajakarstwie klasycznym rozgrywanych podczas Letnich Igrzysk Olimpijskich 2020. Kajakarze rywalizowali między 4 a 5 sierpnia na torze Sea Forest Waterway. 

## Terminarz
Wszystkie godziny są podane w czasie tokijskimm (UTC+09:00).
| Data            | Godzina |              |
| --------------- | ------- | ------------ |
| 4 sierpnia 2021 | 09:30   | Eliminacje   |
| 4 sierpnia 2021 | 12:08   | Ćwierćfinały |
| 5 sierpnia 2021 | 09:30   | Półfinały    |
| 5 sierpnia 2021 | 11:35   | Finały       |

## Wyniki

### Eliminacje
Dwóch najlepszych kajakarzy z każdego biegu awansowało do półfinałów, pozostali do ćwierćfinałów.
Bieg 1
| Pozycja | Tor | Zawodnik                 | Kraj                        | Czas   | Uwagi |
| ------- | --- | ------------------------ | --------------------------- | ------ | ----- |
| 1.      | 5   | Petter Menning           | Szwecja                     | 34,698 | SF    |
| 2.      | 4   | Saúl Craviotto           | Hiszpania                   | 35,002 | SF    |
| 3.      | 3   | Jewgienij Łukancow       | Rosyjski Komitet Olimpijski | 35,157 |       |
| 4.      | 2   | Kohl Horton              | Wyspy Cooka                 | 40,061 |       |
| 5.      | 6   | Rudolph Berking-Williams | Samoa                       | 42,083 |       |

Bieg 2
| Pozycja | Tor | Zawodnik         | Kraj            | Czas   | Uwagi |
| ------- | --- | ---------------- | --------------- | ------ | ----- |
| 1.      | 3   | Kolos Csizmadia  | Węgry           | 34,442 | SF    |
| 2.      | 4   | Carlos Arévalo   | Hiszpania       | 34,452 | SF    |
| 3.      | 5   | Liam Heath       | Wielka Brytania | 34,582 |       |
| 4.      | 6   | Nicholas Matveev | Kanada          | 36,190 |       |
| 5.      | 2   | Momen Mahran     | Egipt           | 38,850 |       |

Bieg 3
| Pozycja | Tor | Zawodnik            | Kraj             | Czas   | Uwagi |
| ------- | --- | ------------------- | ---------------- | ------ | ----- |
| 1.      | 4   | Sándor Tótka        | Węgry            | 35,070 | SF    |
| 2.      | 5   | Roberts Akmens      | Łotwa            | 35,448 | SF    |
| 3.      | 3   | Cho Gwang-hee       | Korea Południowa | 35,738 |       |
| 4.      | 2   | Mark de Jonge       | Kanada           | 36,110 |       |
| 5.      | 6   | Momotaro Matsushita | Japonia          | 36,132 |       |

Bieg 4
| Pozycja | Tor | Zawodnik        | Kraj                        | Czas   | Uwagi |
| ------- | --- | --------------- | --------------------------- | ------ | ----- |
| 1.      | 5   | Manfredi Rizza  | Włochy                      | 34,867 | SF    |
| 2.      | 4   | Maxime Beaumont | Francja                     | 35,259 | SF    |
| 3.      | 2   | Oleg Gusiew     | Rosyjski Komitet Olimpijski | 35,928 |       |
| 4.      | 3   | Yang Xiaoxu     | Chiny                       | 36,561 |       |
| 5.      | 6   | Bojan Zdelar    | Serbia                      | 37,092 |       |

Bieg 5
| Pozycja | Tor | Zawodnik             | Kraj      | Czas   | Uwagi |
| ------- | --- | -------------------- | --------- | ------ | ----- |
| 1.      | 4   | Strahinja Stefanović | Serbia    | 34,996 | SF    |
| 2.      | 3   | Rubén Rézola         | Argentyna | 35,059 | SF    |
| 3.      | 5   | Mindaugas Maldonis   | Litwa     | 35,650 |       |
| 4.      | 2   | Tuva'a Clifton       | Samoa     | 38,363 |       |
| 5.      | 6   | Amado Cruz           | Belize    | 39,645 |       |

## Ćwierćfinały
Dwóch pierwszych zawodników z każdego biegu awansowało do półfinałów, pozostali odpadali z rywalizacji.
Bieg 1
| Pozycja | Tor | Zawodnik            | Kraj        | Czas   | Uwagi |
| ------- | --- | ------------------- | ----------- | ------ | ----- |
| 1.      | 5   | Mindaugas Maldonis  | Litwa       | 35,466 | SF    |
| 2.      | 2   | Momotaro Matsushita | Japonia     | 35,540 | SF    |
| 3.      | 4   | Yang Xiaoxu         | Chiny       | 35,852 |       |
| 4.      | 6   | Momen Mahran        | Egipt       | 37,836 |       |
| 5.      | 3   | Kohl Horton         | Wyspy Cooka | DNF    |       |

Bieg 2
| Pozycja | Tor | Zawodnik                 | Kraj                        | Czas   | Uwagi |
| ------- | --- | ------------------------ | --------------------------- | ------ | ----- |
| 1.      | 5   | Liam Heath               | Wielka Brytania             | 33,985 | SF    |
| 2.      | 4   | Jewgienij Łukancow       | Rosyjski Komitet Olimpijski | 35,184 | SF    |
| 3.      | 3   | Mark de Jonge            | Kanada                      | 35,462 |       |
| 4.      | 7   | Bojan Zdelar             | Serbia                      | 36,531 |       |
| 5.      | 6   | Rudolph Berking-Williams | Samoa                       | 41,950 |       |

Bieg 3
| Pozycja | Tor | Zawodnik         | Kraj                        | Czas   | Uwagi |
| ------- | --- | ---------------- | --------------------------- | ------ | ----- |
| 1.      | 5   | Cho Gwang-hee    | Korea Południowa            | 35,048 | SF    |
| 2.      | 6   | Nicholas Matveev | Kanada                      | 35,181 | SF    |
| 3.      | 4   | Oleg Gusiew      | Rosyjski Komitet Olimpijski | 35,581 |       |
| 4.      | 3   | Tuva'a Clifton   | Samoa                       | 38,287 |       |
| 5.      | 7   | Amado Cruz       | Belize                      | 39,333 |       |

## Półfinały
Czterech najszybszych kajakarzy z każdego półfinału awansowało do finału A, pozostali awansowali do finału B.
Półfinał 1
| Pozycja | Tor | Zawodnik             | Kraj            | Czas   | Uwagi |
| ------- | --- | -------------------- | --------------- | ------ | ----- |
| 1.      | 5   | Kolos Csizmadia      | Węgry           | 35,099 | FA    |
| 2.      | 7   | Liam Heath           | Wielka Brytania | 35,108 | FA    |
| 3.      | 4   | Petter Menning       | Szwecja         | 35,149 | FA    |
| 4.      | 2   | Roberts Akmens       | Łotwa           | 35,688 | FA    |
| 5.      | 3   | Strahinja Stefanović | Serbia          | 35,855 | FB    |
| 6.      | 6   | Maxime Beaumont      | Francja         | 36,072 | FB    |
| 7.      | 8   | Nicholas Matveev     | Kanada          | 36,584 | FB    |
| 8.      | 1   | Momotaro Matsushita  | Japonia         | 37,096 | FB    |

Półfinał 2
| Pozycja | Tor | Zawodnik           | Kraj                        | Czas   | Uwagi |
| ------- | --- | ------------------ | --------------------------- | ------ | ----- |
| 1.      | 5   | Sándor Tótka       | Węgry                       | 35,114 | FA    |
| 2.      | 4   | Manfredi Rizza     | Włochy                      | 35,171 | FA    |
| 3.      | 6   | Carlos Arévalo     | Hiszpania                   | 35,207 | FA    |
| 4.      | 3   | Saúl Craviotto     | Hiszpania                   | 35,934 | FA    |
| 5.      | 8   | Jewgienij Łukancow | Rosyjski Komitet Olimpijski | 36,036 | FB    |
| 6.      | 1   | Cho Gwang-hee      | Korea Południowa            | 36,094 | FB    |
| 7.      | 2   | Rubén Rézola       | Argentyna                   | 36,552 | FB    |
| 8.      | 7   | Mindaugas Maldonis | Litwa                       | 36,637 | FB    |

## Finały

### Finał B
| Pozycja | Tor | Zawodnik             | Kraj                        | Czas   | Uwagi |
| ------- | --- | -------------------- | --------------------------- | ------ | ----- |
| 9.      | 3   | Maxime Beaumont      | Francja                     | 35,998 |       |
| 10.     | 8   | Mindaugas Maldonis   | Litwa                       | 36,257 |       |
| 11.     | 5   | Strahinja Stefanović | Serbia                      | 36,329 |       |
| 12.     | 4   | Jewgienij Łukancow   | Rosyjski Komitet Olimpijski | 36,369 |       |
| 13.     | 6   | Cho Gwang-hee        | Korea Południowa            | 36,440 |       |
| 14.     | 7   | Nicholas Matveev     | Kanada                      | 36,625 |       |
| 15.     | 2   | Rubén Rézola         | Argentyna                   | 36,775 |       |
| 16.     | 1   | Momotaro Matsushita  | Japonia                     | 37,250 |       |

### Finał A
| Pozycja | Tor | Zawodnik        | Kraj            | Czas   | Uwagi |
| ------- | --- | --------------- | --------------- | ------ | ----- |
| złoto   | 4   | Sándor Tótka    | Węgry           | 35,035 |       |
| srebro  | 6   | Manfredi Rizza  | Włochy          | 35,080 |       |
| brąz    | 3   | Liam Heath      | Wielka Brytania | 35,202 |       |
| 4.      | 5   | Kolos Csizmadia | Węgry           | 35,317 |       |
| 5.      | 2   | Carlos Arévalo  | Hiszpania       | 35,391 |       |
| 6.      | 7   | Petter Menning  | Szwecja         | 35,562 |       |
| 7.      | 8   | Saúl Craviotto  | Hiszpania       | 35,568 |       |
| 8.      | 1   | Roberts Akmens  | Łotwa           | 36,014 |       |